# Виторио Яно
Виторио Яно е италиански автомобилен конструктор от унгарски произход.

## Биография
Роден е на 22 април 1891 г. Син е на техническия директор в един от двата арсенала на Торино. През 1911 г. става служител на Фиат и работи за брилянтния дизайнер Карло Кавали. Първият автомобил на Яно – Р2 се основава на познанията, които е получил при работата си при Фиат, и на първото състезание Антонио Аскари печели убедителна победа. Виторио Яно участва и в проектирането на авиационни двигатели, както и на камиони и автобуси.
През 1937 година се премества в Ланча. Влиза в управленската структура на компанията. В торинската марка Яно създава революционните Ланча Д50 и Аурелия Гранд Туризмо.
Умира на 13 март 1965 година.